# Dschallab

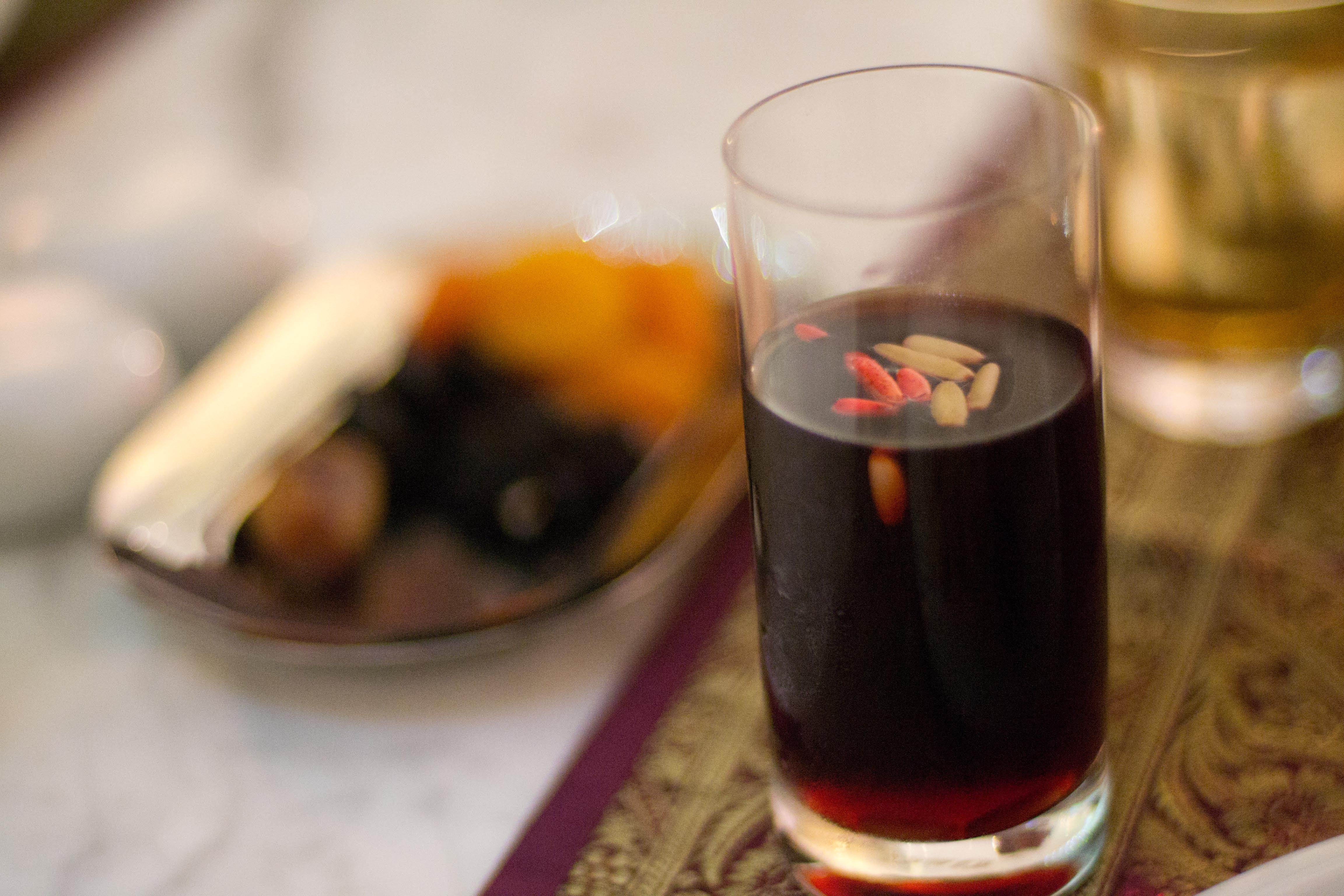
Dschallab

Dschallab (arabisch جلاب, DMG ǧallāb, auch Jallab) ist ein traditionelles Getränk aus Vorderasien. Es wird heute  aus Datteln, Traubensirup und Rosenwasser hergestellt, ursprünglich verwendete man Johannisbrot. Besonders beliebt ist es im Libanon, in Palästina und in Syrien, wo es mit schwimmenden Pinienkernen oder Rosinen und Eiswürfeln serviert wird.